# Roßbach, Neuwied
Roßbach an der Wied là một đô thị ở huyện Neuwied, bang Rheinland-Pfalz, nước Đức. Đô thị Roßbach, Neuwied có diện tích 6,4 km².